# Rafael Bábby
Rafael Paulo de Lara Araújo, mais conhecido Bábby (Curitiba, 12 de agosto de 1980) é um ex-jogador de basquetebol brasileiro que atuava como pivô. Iniciou a prática do esporte em Itapetininga, no estado de São Paulo.

## Carreira no basquete universitário dos Estados Unidos
Após concluir o ensino médio no colégio Padre Anacleto HS no Brasil, Bábby foi para os Estados Unidos para iniciar sua carreira no basquete universitário pela Arizona Western, em Yuma. Em sua primeira temporada (2000/2001), teve média de 12,1 pontos e 8,4 rebotes por jogo. Como segundanista, aumentou sua média para 17,9 pontos e 10,7 rebotes por jogo, liderando os Arizona Western Matadors a um recorde de 28 vitórias e 3 derrotas e colocando seu time entre os 10 melhores times universitários juniores do país. Foi eleito o jogador local mais valioso e membro do Segundo Time Ideal da NJCAA.
Depois da carreira de junior college, Bábby se transferiu para a Brigham Young University em Provo, Utah, onde, no seu terceiro ano de faculdade (2002/2003) teve uma média de 12 pontos e 8,9 rebotes por jogo. No seu último ano, Bábby liderou as estatísticas da BYU com 18,4 pontos, 10,1 rebotes por jogo e total de 43 roubadas de bola e 25 tocos. Foi nomeado jogador do ano da Conferência Mountain West e membro do Segundo Time ideal da NCAA, pela Basketball Times
Em 6 de dezembro de 2003, marcou 32 pontos e pegou 17 rebotes em um jogo em casa contra Oklahoma State, no qual BYU ganhou por 76 a 71. Ele concluiu sua carreira universitária com uma derrota do seu time, os Cougars, para Syracuse, por 80 a 75, tendo ele marcado 24 pontos e conseguido 12 rebotes.

### Estatísticas universitárias
| Ano      | Equipe | PJ | MPJ  | 2P   | 3P   | LL   | RT   | AS  | BR | TO | PPJ  |
| -------- | ------ | -- | ---- | ---- | ---- | ---- | ---- | --- | -- | -- | ---- |
| 2002-03  | BYU    | 32 | 25.1 | .558 | .273 | .642 | 8.9  | 1.2 | -  | -  | 12.0 |
| 2003-04  | BYU    | 30 | 29.8 | .573 | .267 | .722 | 10.1 | 1.2 | -  | -  | 18.4 |
| Carreira |        | 62 | 27.4 | .567 | .268 | .691 | 9.5  | 1.2 | -  | -  | 15.1 |

## Carreira profissional
Bábby foi a oitava escolha do Draft de 2004 da NBA, feita pelo Toronto Raptors, tornando-se o primeiro jogador senior da faculdade draftado nesse ano. Como calouro, Bábby teve média de 3,3 pontos e 3,1 rebotes em 12,5 minutos em quadra por jogo. Sua melhor pontuação foram os 14 pontos contra o Sacramento Kings em 5 de janeiro de 2005. Dias depois, em 9 de janeiro, marcou novamente 14 pontos contra o Golden State Warriors.
Na temporada 2005/2006, teve média de 11,6 minutos, 2,3 pontos e 2,8 rebotes, tendo aproveitamento de 36,6% dos arremessos de quadra.
Em 8 de junho de 2006 foi envolvido numa troca do Toronto Raptors com Utah Jazz. Bábby foi trocado, juntamente com um valor em dinheiro, por Kris Humphries e Robert Whaley. Com os Jazz, Bábby jogou 28 partidas, teve média de 2,6 pontos, 2,4 rebotes em 8,9 minutos em quadra por jogo.
Depois da temporada 2006/2007 o contrato de calouro de Bábby terminou. Após jogar um torneio de verão com o Utah Jazz, Bábby assinou um contrato de um ano e $500,000 para jogar pelo Spartak St. Petersburg, na Rússia.
Bábby chegou a treinar no training camp do Minnesota Timberwolves para a temporada 2008/2009, mas foi dispensado antes do início da temporada regular.
Em janeiro de 2009, Bábby voltou ao Brasil e assinou contrato com o Flamengo para jogar a temporada 2009 do NBB pelo clube carioca. Os detalhes do contrato não foram revelados. Ele se transformou em astro, juntamente com Marcelinho Machado, do time que foi campeão do NBB 2009 e da Liga Sul-Americana do mesmo ano.
Em agosto de 2009, Bábby assinou contrato com o Paulistano para jogar a temporada 2009/2010 do NBB pelo clube que o revelou.
Voltou na temporada de 2010 ao Flamengo. Foi anunciado em 18 de junho de 2011 como novo reforço do Franca Basquetebol Clube. Passou ainda pelo Mogi das Cruzes. Sua última equipe foi o Pinheiros.

## Problemas na carreira
Durante o Campeonato Mundial de Basquetebol de 2002 em Indianápolis, Bábby foi flagrado no exame anti-doping por uso do esteróide nandrolona. Ele recebeu uma suspensão de 24 meses para jogos internacionais. Posteriormente, enquanto realizava os testes como jogador da BYU, os exames mostraram que Bábby estava limpo.
Bábby também se envolveu num problema dentro de quadra em seu quarto ano pela BYU. Em 6 de março de 2004, Bábby foi punido pela Conferência Mountain West por ter agredido (Bábby negou ter socado) o armador da UNLV Jerel Blassingame, durante uma vitória por 89 a 88. Seis dias depois, dia 12 de março, na derrota de BYU por 54 a 51, Bábby foi punido com uma falta técnica por ter dado uma cotovelada na cabeça de Andrew Bogut pelo torneio da Conferência Mountain West.

## Estatísticas
|  | Líder da liga |

### Temporada regular da NBA
| Ano      | Equipe          | PJ  | PT | MPJ  | 2P   | 3P   | LL   | RT  | AS | BR | TO | PPJ  |
| -------- | --------------- | --- | -- | ---- | ---- | ---- | ---- | --- | -- | -- | -- | ---- |
| 2004-05  | Toronto Raptors | 59  | 41 | 12.5 | .434 | .333 | .782 | 3.1 | .3 | .4 | .1 | 3.3  |
| 2005-06  | Toronto Raptors | 52  | 34 | 11.6 | .366 | .000 | .536 | 2.8 | .3 | .5 | .1 | 2.3  |
| 2006-07  | Utah Jazz       | 28  | 0  | 8.9  | .415 | .000 | .621 | 2.4 | .4 | .2 | .1 | 2.6  |
| Carreira |                 | 139 | 75 | 11.4 | .405 | .250 | .679 | 2.8 | .3 | .4 | .1 | 54.7 |

| Ano      | Equipe    | PJ | PT | MPJ | 2P   | 3P   | LL   | RT  | AS | BR | TO | PPJ |
| -------- | --------- | -- | -- | --- | ---- | ---- | ---- | --- | -- | -- | -- | --- |
| 2007     | Utah Jazz | 5  | 0  | 5.6 | .375 | .000 | .417 | 2.2 | .2 | .2 | .0 | 2.2 |
| Carreira |           | 5  | 0  | 5.6 | .375 | .000 | .417 | 2.2 | .2 | .2 | .0 | 2.2 |

### Temporada regular da NBB
| Ano      | Equipe          | PJ  | MPJ  | 2P   | 3P   | LL   | RT  | AS  | BR  | TO | PPJ  |
| -------- | --------------- | --- | ---- | ---- | ---- | ---- | --- | --- | --- | -- | ---- |
| 2008-09  | Flamengo        | 25  | 22.4 | .645 | .000 | .716 | 6.2 | .9  | .5  | .4 | 14.1 |
| 2009-10  | Paulistano      | 16  | 26.1 | .522 | .500 | .607 | 7.5 | .6  | .6  | .4 | 14.3 |
| 2010-11  | Flamengo        | 23  | 33.4 | .580 | .000 | .792 | 3.3 | 3.8 | 1.2 | .1 | 12.7 |
| 2011-12  | Franca          | 6   | 21.3 | .436 | .000 | .778 | 4.7 | 1.5 | .5  | .2 | 6.8  |
| 2012-13  | Mogi das Cruzes | 33  | 28.1 | .491 | .235 | .833 | 8.7 | 1.2 | .8  | .3 | 17.6 |
| 2013-14  | Mogi das Cruzes | 9   | 15.0 | .472 | .000 | .867 | 4.1 | .7  | .1  | .1 | 6.7  |
| Carreira |                 | 110 | 22.5 | .534 | .122 | .753 | 6.2 | .9  | .5  | .2 | 12.8 |
| All-Star |                 | 3   | -    | -    | -    | -    | -   | -   | -   | -  | -    |

## Títulos
Flamengo
- Liga Sul-Americana: 2009
- Campeonato Brasileiro: 2009